# 菊竹倉二
菊竹 倉二（きくたけ くらじ、1914年（大正3年) - 1957年（昭和32年)11月25日）は、日本の造園系都市計画家。

## 来歴
福岡県に生まれる。旧制第五高等学校を経て、1937年（昭和12年）3月に東京帝国大学農学部農学科を卒業する。1937年8月から静岡県土木部計画課、続いて1939年9月からは日本の租借地だった関東州土木部計画課にそれぞれ勤務し、公園造成や都市計画に関与したほか、後者では関東神宮の造営にも参画した。関東州への転勤について、親交のあった楫西貞雄は「技術者もどしどし大陸に出かけていった時代」「大陸方面は都市計画の面では新しい先進地」という当時の風潮を記している。関東州在勤時に結婚した。戦争末期の1945年8月までの4か月間従軍し、1947年3月に帰国する。
帰国後は1947年6月から広島県土木部計画課で被爆からの戦災復興事業を手がけたのち、首都建設委員会（1951年6月から）や建設省計画局都市計画課（1955年12月から）に勤務して、東京都や全国の都市計画および研究、公園計画の推進にあたった。1956年4月に公布された都市公園法(昭和31年法律第79号)制定に伴う作業にも従事している。

## 人物
前出の楫西貞雄 は追悼文の中で「研究執筆が多かった。ハワードの『明日の田園都市』の全訳を行っていたようで、今も夫人の手元に残っているということである。」「麻雀、碁等の勝負事は好まず、酒もあまり好きといえず、趣味は写真とか映画を見ること」「当時の東京の観光案内書を書いたとも言われる。以上のように勤務としても主として事業よりも計画畑の先端を歩いていたわけである。」と記している。